# Androsace ciliata
Androsace ciliée
Espèce
Classification phylogénétique
L'Androsace ciliée (Androsace ciliata) est une espèce de plantes à fleurs de la famille des Primulacées. Cette Androsace en coussin est vivace, endémique des Pyrénées centrales et occidentales où elle pousse sur les parois rocheuses généralement acides des hauts sommets, entre 2 500 et 3 200 m. Elle mesure 2 à 4 cm. L'intensité de ses fleurs est variable.